# 埃德蒙·比尔奈基

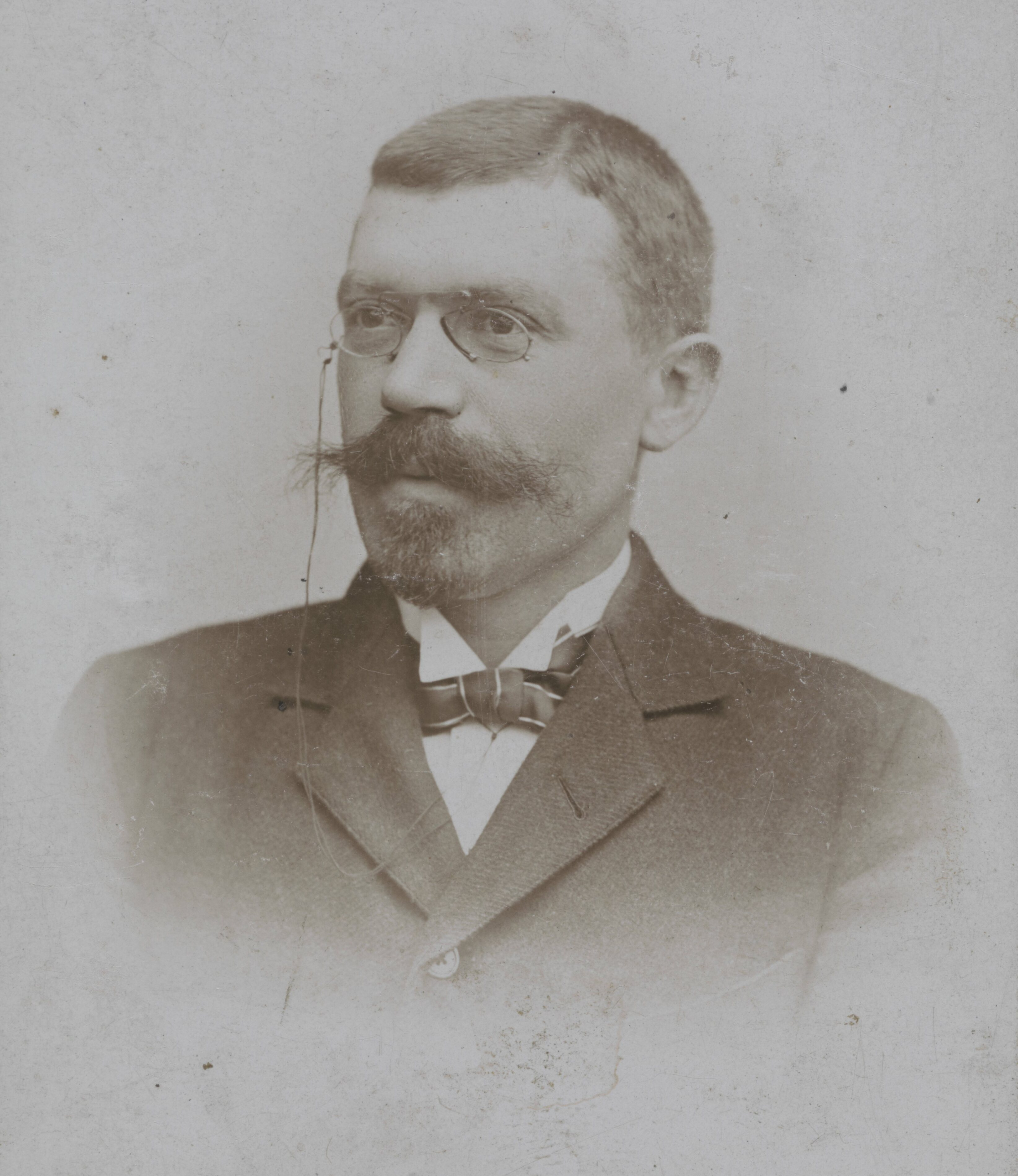
埃德蒙·法圖斯廷·比尔奈基

埃德蒙·法圖斯廷·比尔奈基（Edmund Faustyn Biernacki，1866年12月19日—1911年12月29日），波蘭內科醫師 。
比尔奈基生於奧波奇諾，為第一位發現红细胞沉降率與身體關係的人，因此在某些地方仍將這項測試稱為比尔奈基測試（Biernacki blood test）。比尔奈基於1911年12月29日卒於利沃夫。